# Marc Antoine
Marc Antoine (* 28. Mai 1963 in Paris, Frankreich) ist ein französischer Smooth-Jazz-Gitarrist. Er veröffentlichte zahlreiche Alben und spielte mit Dave Koz, Chris Botti, Jeff Lorber und anderen Musikern. Antoines Stil zeichnet sich vor allem durch die  Verwendung der klassischen Gitarre aus, die er mit klassischer Fingertechnik spielt. Er zählt neben Earl Klugh und Peter White zu den Akustikgitarristen des Genres.

## Karriere
Der in Paris geborene Marc Antoine begann mit 11 Jahren das Gitarrenspiel und studierte zunächst klassische Gitarre, bevor er 1988 nach London zog. In London gehörte Antoine zur Acid-Jazz-Szene und war Gitarrist in der Band von Basia Trzetrzelewska. 1990 zog er nach Los Angeles und spielte dort als Studiomusiker unter anderem für Sting, Rod Stewart und Cher. Dort wirkte Antoine als Gitarrist auch für Soundtracks von Filmproduktionen.
1994 veröffentlichte er sein erstes eigenes Album mit dem Titel „Classic Soul“. Weitere Alben folgten bei GRP Records und anderen Plattenfirmen.
Im Jahr 2010 gründet Antoine sein eigenes Plattenlabel Frazzy Frog Music und veröffentlicht seine erste unabhängige CD „My classic Way“, die er in seinem eigenen Studio in Madrid aufnahm, in dem er seit 2009 seine Aufnahmen selbst produzierte.
Marc Antoines Solo-Alben waren in den Billboard Jazz-Charts vertreten.

## Diskografie
- Classical Soul (1994)
- Urban Gypsy (1995)
- Madrid (1998)
- Universal Language (2000)
- Cruisin’ (2001)
- Mediterranéo (2003)
- The Very Best of Marc Antoine (2003)
- Modern Times (2005)
- Hi-Lo Split (2007)
- Foreign Xchange (with Paul Brown) (2009)
- My Classical Way (2010)
- Guitar Destiny (2012)
- Laguna Beach (2016)